# 10e étape du Tour d'Italie 2017
Pour un article plus général, voir Tour d'Italie 2017.
La 10e étape du Tour d'Italie 2017 se déroule le mardi 16 mai 2017, entre Foligno et Montefalco sur une distance de 39,8 km.

## Résultats

### Classement de l'étape
| \| Classement de l'étape \| Classement de l'étape \| Classement de l'étape \| Classement de l'étape \| Classement de l'étape \| \| Coureur \| Coureur \| Pays \| Équipe \| Temps \| \| --------------------- \| --------------------- \| --------------------- \| --------------------- \| --------------------- \| \| 1er \| Tom Dumoulin \| Pays-Bas \| Team Sunweb \| 50 min 37 s \| \| 2e \| Geraint Thomas \| Royaume-Uni \| Team Sky \| + 49 s \| \| 3e \| Bob Jungels \| Luxembourg \| Quick-Step Floors \| + 56 s \| \| 4e \| Luis León Sánchez \| Espagne \| Astana \| + 1 min 40 s \| \| 5e \| Vasil Kiryienka \| Biélorussie \| Team Sky \| + 2 min 00 s \| \| 6e \| Vincenzo Nibali \| Italie \| Bahrain-Merida \| + 2 min 07 s \| \| 7e \| Maxime Monfort \| Belgique \| Lotto-Soudal \| + 2 min 13 s \| \| 8e \| Jos van Emden \| Pays-Bas \| LottoNL-Jumbo \| + 2 min 15 s \| \| 9e \| Andrey Amador \| Costa Rica \| Movistar Team \| + 2 min 16 s \| \| 10e \| Bauke Mollema \| Pays-Bas \| Trek-Segafredo \| + 2 min 17 s \| |                   |             |                   |              |
| |                   |             |                   |              |
| Source : ProCyclingStats |                   |             |                   |              |
| Classement de l'étape |                   |             |                   |              |
| Coureur | Coureur           | Pays        | Équipe            | Temps        |
| 1er | Tom Dumoulin      | Pays-Bas    | Team Sunweb       | 50 min 37 s  |
| 2e | Geraint Thomas    | Royaume-Uni | Team Sky          | + 49 s       |
| 3e | Bob Jungels       | Luxembourg  | Quick-Step Floors | + 56 s       |
| 4e | Luis León Sánchez | Espagne     | Astana            | + 1 min 40 s |
| 5e | Vasil Kiryienka   | Biélorussie | Team Sky          | + 2 min 00 s |
| 6e | Vincenzo Nibali   | Italie      | Bahrain-Merida    | + 2 min 07 s |
| 7e | Maxime Monfort    | Belgique    | Lotto-Soudal      | + 2 min 13 s |
| 8e | Jos van Emden     | Pays-Bas    | LottoNL-Jumbo     | + 2 min 15 s |
| 9e | Andrey Amador     | Costa Rica  | Movistar Team     | + 2 min 16 s |
| 10e | Bauke Mollema     | Pays-Bas    | Trek-Segafredo    | + 2 min 17 s |

### Classements intermédiaires
| Classement à Bevagna (km 9,8) | Classement à Bevagna (km 9,8) | Classement à Bevagna (km 9,8) | Classement à Bevagna (km 9,8) | Classement à Bevagna (km 9,8) |
|                               | Coureur                       | Pays                          | Équipe                        | Temps                         |
| ----------------------------- | ----------------------------- | ----------------------------- | ----------------------------- | ----------------------------- |
| 1er                           | Tom Dumoulin                  | Pays-Bas                      | Sunweb                        | en 10 min 22 s                |
| 2e                            | Bob Jungels                   | Luxembourg                    | Quick-Step Floors             | + 18 s                        |
| 3e                            | Andrey Amador                 | Costa Rica                    | Movistar                      | + 19 s                        |
| modifier                      |                               |                               |                               |                               |

| Classement à Bastardo (km 28,2) | Classement à Bastardo (km 28,2) | Classement à Bastardo (km 28,2) | Classement à Bastardo (km 28,2) | Classement à Bastardo (km 28,2) |
|                                 | Coureur                         | Pays                            | Équipe                          | Temps                           |
| ------------------------------- | ------------------------------- | ------------------------------- | ------------------------------- | ------------------------------- |
| 1er                             | Tom Dumoulin                    | Pays-Bas                        | Sunweb                          | en 33 min 24 s                  |
| 2e                              | Geraint Thomas                  | Royaume-Uni                     | Sky                             | + 36 s                          |
| 3e                              | Bob Jungels                     | Luxembourg                      | Quick-Step Floors               | + 39 s                          |
| modifier                        |                                 |                                 |                                 |                                 |

### Points attribués
| - Arrivée de Montefalco (km 39,8) \| \| Cycliste \| Nat \| Équipe \| Points \| \| -- \| ----------------- \| ----------- \| --------------------- \| ------ \| \| 1 \| Tom Dumoulin \| Pays-Bas \| Sunweb \| 15 \| \| 2 \| Geraint Thomas \| Royaume-Uni \| Sky \| 12 \| \| 3 \| Bob Jungels \| Luxembourg \| Quick-Step Floors \| 9 \| \| 4 \| Luis León Sánchez \| Espagne \| Astana \| 7 \| \| 5 \| Vasil Kiryienka \| Biélorussie \| Sky \| 6 \| \| 6 \| Vincenzo Nibali \| Italie \| Bahrain-Merida \| 5 \| \| 7 \| Maxime Monfort \| Belgique \| Lotto-Soudal \| 4 \| \| 8 \| Jan Tratnik \| Slovénie \| CCC Sprandi Polkowice \| 3 \| \| 9 \| Jos van Emden \| Pays-Bas \| Lotto NL-Jumbo \| 2 \| \| 10 \| Andrey Amador \| Costa Rica \| Movistar \| 1 \| |                   |             |                       |        |
| | Cycliste          | Nat         | Équipe                | Points |
| 1 | Tom Dumoulin      | Pays-Bas    | Sunweb                | 15     |
| 2 | Geraint Thomas    | Royaume-Uni | Sky                   | 12     |
| 3 | Bob Jungels       | Luxembourg  | Quick-Step Floors     | 9      |
| 4 | Luis León Sánchez | Espagne     | Astana                | 7      |
| 5 | Vasil Kiryienka   | Biélorussie | Sky                   | 6      |
| 6 | Vincenzo Nibali   | Italie      | Bahrain-Merida        | 5      |
| 7 | Maxime Monfort    | Belgique    | Lotto-Soudal          | 4      |
| 8 | Jan Tratnik       | Slovénie    | CCC Sprandi Polkowice | 3      |
| 9 | Jos van Emden     | Pays-Bas    | Lotto NL-Jumbo        | 2      |
| 10 | Andrey Amador     | Costa Rica  | Movistar              | 1      |

## Classements à l'issue de l'étape

### Classement général
| \| Classement général \| Classement général \| Classement général \| Classement général \| Classement général \| \| Coureur \| Coureur \| Pays \| Équipe \| Temps \| \| ------------------ \| ------------------ \| ------------------ \| ------------------ \| ------------------ \| \| 1er \| Tom Dumoulin \| Pays-Bas \| Team Sunweb \| 42 h 57 min 16 s \| \| 2e \| Nairo Quintana \| Colombie \| Movistar Team \| + 2 min 23 s \| \| 3e \| Bauke Mollema \| Pays-Bas \| Trek-Segafredo \| + 2 min 38 s \| \| 4e \| Thibaut Pinot \| France \| FDJ \| + 2 min 40 s \| \| 5e \| Vincenzo Nibali \| Italie \| Bahrain-Merida \| + 2 min 47 s \| \| 6e \| Bob Jungels \| Luxembourg \| Quick-Step Floors \| + 3 min 56 s \| \| 7e \| Domenico Pozzovivo \| Italie \| AG2R La Mondiale \| + 4 min 05 s \| \| 8e \| Ilnur Zakarin \| Russie \| Katusha-Alpecin \| + 4 min 17 s \| \| 9e \| Andrey Amador \| Costa Rica \| Movistar Team \| + 4 min 39 s \| \| 10e \| Steven Kruijswijk \| Pays-Bas \| LottoNL-Jumbo \| + 5 min 19 s \| |                    |            |                   |                  |
| |                    |            |                   |                  |
| Source : ProCyclingStats |                    |            |                   |                  |
| Classement général |                    |            |                   |                  |
| Coureur | Coureur            | Pays       | Équipe            | Temps            |
| 1er | Tom Dumoulin       | Pays-Bas   | Team Sunweb       | 42 h 57 min 16 s |
| 2e | Nairo Quintana     | Colombie   | Movistar Team     | + 2 min 23 s     |
| 3e | Bauke Mollema      | Pays-Bas   | Trek-Segafredo    | + 2 min 38 s     |
| 4e | Thibaut Pinot      | France     | FDJ               | + 2 min 40 s     |
| 5e | Vincenzo Nibali    | Italie     | Bahrain-Merida    | + 2 min 47 s     |
| 6e | Bob Jungels        | Luxembourg | Quick-Step Floors | + 3 min 56 s     |
| 7e | Domenico Pozzovivo | Italie     | AG2R La Mondiale  | + 4 min 05 s     |
| 8e | Ilnur Zakarin      | Russie     | Katusha-Alpecin   | + 4 min 17 s     |
| 9e | Andrey Amador      | Costa Rica | Movistar Team     | + 4 min 39 s     |
| 10e | Steven Kruijswijk  | Pays-Bas   | LottoNL-Jumbo     | + 5 min 19 s     |

### Classement du meilleur jeune
| Classement du meilleur jeune | Classement du meilleur jeune | Classement du meilleur jeune | Classement du meilleur jeune | Classement du meilleur jeune |
|                              | Coureur                      | Pays                         | Équipe                       | Temps                        |
| ---------------------------- | ---------------------------- | ---------------------------- | ---------------------------- | ---------------------------- |
| 1er                          | Bob Jungels                  | Luxembourg                   | Quick-Step Floors            | en 43 h 1 min 12 s           |
| 2e                           | Davide Formolo               | Italie                       | Cannondale-Drapac            | + 2 min 23 s                 |
| 3e                           | Jan Polanc                   | Slovénie                     | UAE Emirates                 | + 2 min 55 s                 |
| 4e                           | Adam Yates                   | Royaume-Uni                  | Orica-Scott                  | + 3 min 2 s                  |
| 5e                           | Simone Petilli               | Italie                       | UAE Emirates                 | + 11 min 4 s                 |
| modifier                     |                              |                              |                              |                              |

### Classement aux points
| Classement par points | Classement par points | Classement par points | Classement par points         | Classement par points |
| Coureur               | Coureur               | Pays                  | Équipe                        | Points                |
| --------------------- | --------------------- | --------------------- | ----------------------------- | --------------------- |
| 1er                   | Fernando Gaviria      | Colombie              | Quick-Step Floors             | 191 pts               |
| 2e                    | Jasper Stuyven        | Belgique              | Trek-Segafredo                | 160 pts               |
| 3e                    | André Greipel         | Allemagne             | Lotto-Soudal                  | 129 pts               |
| 4e                    | Caleb Ewan            | Australie             | Orica-Scott                   | 100 pts               |
| 5e                    | Lukas Pöstlberger     | Autriche              | Bora-Hansgrohe                | 98 pts                |
| 6e                    | Daniel Teklehaimanot  | Érythrée              | Dimension Data                | 78 pts                |
| 7e                    | Kristian Sbaragli     | Italie                | Dimension Data                | 76 pts                |
| 8e                    | Silvan Dillier        | Suisse                | BMC Racing Team               | 68 pts                |
| 9e                    | Eugert Zhupa          | Albanie               | Wilier Triestina-Selle Italia | 60 pts                |
| 10e                   | Sam Bennett           | Irlande               | Bora-Hansgrohe                | 57 pts                |

### Classement du meilleur grimpeur
| Classement du meilleur grimpeur | Classement du meilleur grimpeur | Classement du meilleur grimpeur | Classement du meilleur grimpeur | Classement du meilleur grimpeur |
| ------------------------------- | ------------------------------- | ------------------------------- | ------------------------------- | ------------------------------- |
|                                 | Coureur                         | Pays                            | Équipe                          | Point(s)                        |
| 1er                             | Jan Polanc                      | Slovénie                        | UAE Emirates                    | 44 points                       |
| 2e                              | Nairo Quintana                  | Colombie                        | Movistar                        | 35 pts                          |
| 3e                              | Thibaut Pinot                   | France                          | FDJ                             | 27 pts                          |
| 4e                              | Daniel Teklehaimanot            | Érythrée                        | Dimension Data                  | 23 pts                          |
| 5e                              | Ilnur Zakarin                   | Russie                          | Katusha-Alpecin                 | 19 pts                          |
| modifier                        |                                 |                                 |                                 |                                 |

### Classements par équipes

#### Classement au temps
| Classement par équipes | Classement par équipes | Classement par équipes | Classement par équipes |
| Équipe                 | Équipe                 | Pays                   | Temps                  |
| ---------------------- | ---------------------- | ---------------------- | ---------------------- |
| 1re                    | Movistar Team          | Espagne                | 129 h 07 min 41 s      |
| 2e                     | Astana                 | Kazakhstan             | + 4 min 31 s           |
| 3e                     | UAE Team Emirates      | Émirats arabes unis    | + 10 min 34 s          |
| 4e                     | Cannondale-Drapac      | États-Unis             | + 17 min 18 s          |
| 5e                     | FDJ                    | France                 | + 18 min 11 s          |
| 6e                     | Team Sunweb            | Allemagne              | + 18 min 14 s          |
| 7e                     | Bahrain-Merida         | Bahreïn                | + 18 min 38 s          |
| 8e                     | AG2R La Mondiale       | France                 | + 21 min 30 s          |
| 9e                     | BMC Racing Team        | États-Unis             | + 24 min 53 s          |
| 10e                    | Trek-Segafredo         | États-Unis             | + 29 min 40 s          |

#### Classement aux points
| Classement par équipes aux points | Classement par équipes aux points | Classement par équipes aux points | Classement par équipes aux points |
| Équipe                            | Équipe                            | Pays                              | Points                            |
| --------------------------------- | --------------------------------- | --------------------------------- | --------------------------------- |
| 1re                               | Quick-Step Floors                 | Belgique                          | 258 pts                           |
| 2e                                | Trek-Segafredo                    | États-Unis                        | 202 pts                           |
| 3e                                | Bora-Hansgrohe                    | Allemagne                         | 197 pts                           |
| 4e                                | Dimension Data                    | Afrique du Sud                    | 155 pts                           |
| 5e                                | UAE Team Emirates                 | Émirats arabes unis               | 151 pts                           |
| 6e                                | Team Sunweb                       | Allemagne                         | 137 pts                           |
| 7e                                | Orica-Scott                       | Australie                         | 135 pts                           |
| 8e                                | Lotto-Soudal                      | Belgique                          | 130 pts                           |
| 9e                                | Movistar Team                     | Espagne                           | 124 pts                           |
| 10e                               | Bahrain-Merida                    | Bahreïn                           | 106 pts                           |

## Abandon
- 57 -  Matteo Pelucchi (Bora-Hansgrohe) : Hors délais